# Inyokern
Inyokern (autrefois Siding 16 puis Magnolia) est un district de recensement du comté de Kern, en Californie. Son nom est un mot-valise des deux comtés auxquels il appartient : celui d'Inyo et celui de Kern. Inyokern se trouve 13 km à l'ouest de Ridgecrest, à 742 m d'altitude. Il se trouve sur le versant ouest de la vallée d'Indian Wells. Sa population était de 1 099 habitants au recensement de 2010. C'était à l'origine un simple arrêt le long de l'antenne de Lone Pine (aujourd'hui desaffectée) de la Southern Pacific Co. Il est aujourd'hui desservi par l'aérodrome d'Inyokern Airport.

## Géographie
Inyokern se trouve dans la vallée d'Indian Wells, bordée à l'ouest par les coteaux orientaux de la Sierra Nevada. Elle est desservie par l' U.S. Route 395, the main north-south artery, reliant Inland Empire à Reno (Nevada). La route US 395 relie Inyokern à Los Angeles via Palmdale et la Route 14.
Le grand boulevard est-ouest fait partie de la State Route 178, qui relie Inyokern à Bakersfield, le chef-lieu du comté, via Lake Isabella à l'ouest, et la Vallée de la Mort via Ridgecrest à l'est.
Selon le Bureau du recensement des États-Unis, le district s'étend sur 2 800 ha, dont plus de 99% hors d'eau.

## Climat
Le climat d'Inyokern est surtout influencé par sa situation désertique : journée chaudes et nuits fraiches, avec une aridité extrême tout au long de l'été. La température moyenne annuelle dans la région d'Inyokern est de 21 °C, avec d'importantes fluctuations annuelles, de 0 °C à 39 °C.
Le mois le plus froid est janvier, avec une température maximum de 15 °C et une moyenne basse de −0,7 °C. Le record de froid,  −24,5 °C a été enregistré le 23 décembre 1972 et le 7 janvier 1973. Inyokern est au nord d'un désert, avec en moyenne moins de 120 mm de pluie par an, dont 5 cm de neige.
Le mois le plus froid est juillet, avec une température moyenne maximum de 39 °C et une moyenne basse de 19 °C. Le record de chaleur absolu est 48 °C, enregistré le 31 juillet 1985.
| Mois            | jan. | fév. | mars | avril | mai  | juin | jui. | août | sep. | oct. | nov. | déc. | année |
| --------------- | ---- | ---- | ---- | ----- | ---- | ---- | ---- | ---- | ---- | ---- | ---- | ---- | ----- |
| T. min. moy.    | −0,7 | 1,4  | 3,7  | 6,8   | 11,6 | 15,8 | 19   | 18,1 | 14,5 | 9    | 2,9  | −1   |       |
| T. max. moy.    | 15,3 | 18,2 | 21,3 | 25,4  | 30,6 | 35,9 | 39,3 | 38,4 | 34,6 | 28,4 | 20,6 | 15,4 |       |
| Rec. de fr.     | −17  | −13  | −9   | −6    | −3   | 3    | 8    | 7    | 2    | −7   | −10  | −17  |       |
| Rec. de ch.     | 27   | 30   | 34   | 38    | 44   | 46   | 48   | 46   | 43   | 41   | 31   | 29   | 48    |
| Préc. (mm)      | 18,8 | 24,1 | 14   | 4,3   | 1,8  | 0,5  | 4,1  | 5,6  | 5,1  | 2,5  | 9,7  | 15   | 105,5 |
| dont neige (cm) | 0,8  | 0    | 0,3  | 0     | 0    | 0    | 0    | 0    | 0    | 0    | 0,5  | 1,6  |       |

## Faune et flore
Site d'une aridité extrême, Inyokern occupe une large vallée au pied de l'escarpement oriental de la Sierra Nevada. À l’ouest, la chaîne, qui culmine à 2 743 m, crée un effet prononcé d'ombre pluviométrique, et en conséquence un habitat de steppe désertique avec moins de 7,60 mm de précipitations annuelles. La flore de la vallée comprend principalement des créosotiers (Larrea tridentata), Burrobush (Ambrosia dumosa), et diverses variétés de broussailles. La zone de transition au pied des collines alterne Pin à pignons, forêts d’arbres de Josué, et une faune d'écotone autour des torrents dévalant des flancs des montagnes.
La faune va de l'Ours noir, au puma et au cerf de Virginie en mountagne, au rat kangourou et à la Tortue du désert, en voie de disparition, dans le désert. Il faut signaler l'existence d'une variété endémique de crotales, le crotale des Mojaves (ou « crotale vert »). Ce serpent, vivace dans la région, secrète un venin combinant au venin des crotales une neurotoxine spécifique qui paralyse ses victimes en moins d'un quart d'heure ; toutefois, cette espèce n'est pas agressive et évite d'attaquer l'homme.

## Histoire
Inyokern est une colonie agricole fondée au milieu du XIXe siècle à la limite nord du désert mojave. Sa croissance a bénéficié du chantier de l’aqueduc de Los Angeles. Le premier bureau de poste a ouvert en 1910, l'école élémentaire en 1913. Encore au début des années 1930, la vallée d'Indian Wells ne comptait qu'une demi-douzaine de fermes irriguées, vivant de la culture de la luzerne et de l’élevage.
Lorsqu'éclata la Seconde guerre mondiale, le Département de la Marine décida d'établir son centre de recherche en armement, le Naval Air Weapons Station China Lake, à Inyokern : cela explique la longueur des boulevards et la taille de l'aéroport. La base militaire fut déplacée par la suite à l'est de 23 km et c'est la ville de  Ridgecrest qui en devint le centre de ravitaillement. Aujourd'hui Inyokern est le refuge des salariés de la base militaire et des résidents de Ridgecrest, en quête d'un mode de vie plus rural , voire de ceux qui ne peuvent se payer un appartement à Ridgecrest.
La ville possède deux temples, un bureau de poste, un marché, deux restaurants et une station d'essence. Dans les années 1990, la bibliothèque municipale a été démolie pour construire à la place une maison du troisième âge. La population a connu un pic en 1988 grâce à l'extension de la base militaire de la Marine, mais depuis les coupes budgétaires des années 1990 elle a régressé.

## Démographie
| 2000 | 2010  | - | - | - | - |
| ---- | ----- | - | - | - | - |
| 949  | 1 099 | - | - | - | - |